# 文化団体連絡会議
文化団体連絡会議（ぶんかだんたいれんらくかいぎ）は、日本の文化の民主的発展をねがう団体の連絡協力の組織である。略称は文団連。

## 概要
1963年4月、「革新都政実現のための文化人、文化団体結集大会」が開かれ、そこに参加した文化団体の交流が前史とされている（文団連自身はこの集会を「第1回総会」として位置づけている）。その後、1967年8月の総会で会則を決め、恒常的な組織となる。当時のソビエト連邦や中華人民共和国による文化団体への干渉に対して、文化の民主的発展と、日本の平和と独立・民主主義をまもる立場の団体が集まったものである。
会則（最新の改正は1996年）で、文団連は、「日本文化の反動化・軍国主義化に反対し、文化の民主的発展と普及、思想・表現の自由のためにたたかう」とうたっている。
幹事団体と賛助団体があり、幹事団体には、日本民主主義文学会、詩人会議、日本美術会のような創造団体と、日本のうたごえ全国協議会のような音楽団体、全国労音、東京勤労者演劇協議会のような、鑑賞組織も加わっている。賛助団体には、日本科学者会議や日本リアリズム写真集団も参加している。
全国組織のほか、大阪・愛知・横浜などに地方文団連も存在する。
機関誌として『まい』（季刊）がある。

## 文献
- 『文団連55年のあゆみ』（2020年発行）

## 加盟団体
- 日本民主主義文学会
- 詩人会議
- 新日本歌人協会
- 新俳句人連盟
- 日本のうたごえ全国協議会
- 全国労音連絡会議
- 東京労音
- 音楽文化集団ともしび
- 日本映画復興会議
- 日本美術会
- 美術家平和会議
- 安保体制打破新劇人会議
- 東京勤労者演劇協議会

## 賛助団体
- 日本科学者会議
- 日本リアリズム写真集団
- 日本勤労者山岳連盟